# Șamraieve, Uleanovka
Șamraieve (în ucraineană Шамраєве) este o comună în raionul Uleanovka, regiunea Kirovohrad, Ucraina, formată numai din satul de reședință.

## Demografie
Componența lingvistică a comunei Șamraieve
     Ucraineană (94,67%)
     Romani (3,5%)
     Rusă (1,62%)
Conform recensământului din 2001, majoritatea populației comunei Șamraieve era vorbitoare de ucraineană (94,67%), existând în minoritate și vorbitori de romani (3,5%) și rusă (1,62%).